# Four the Record
| Совокупная оценка   | Совокупная оценка |
| Источник            | Оценка            |
| ------------------- | ----------------- |
| Metacritic          | (83/100)          |
| Оценки критиков     |                   |
| Источник            | Оценка            |
| About.com           | [ 2 ]             |
| AllMusic            | [ 3 ]             |
| American Songwriter | [ 4 ]             |
| Country Weekly      | [ 5 ]             |
| Los Angeles Times   | [ 6 ]             |
| PopMatters          | [ 7 ]             |
| Roughstock          | [ 8 ]             |
| Slant Magazine      | [ 9 ]             |
| Taste of Country    | [ 10 ]            |
| USA Today           | [ 11 ]            |

Four the Record — четвёртый студийный альбом американской кантри-певицы и автора-исполнителя Миранды Ламберт, изданный 1 ноября 2011 года на студии RCA Records Nashville. Диск возглавил американский кантри-чарт Top Country Albums и вошёл в двадцатку лучших в хит-парадах Billboard 200 (№ 3, США), Canadian Albums Chart (Канада) и UK Country Albums Chart (Великобритания), вошёл в список 50 лучших дисков 2011 года по версии журнала Rolling Stone.

## История
Ламберт впервые анонсировала выход альбома Four the Record в июле 2011 года, сообщив о намечаемой дате релиза на 1 ноября 2011.
Ламберт написала сама или была соавтором шести из 14 (15 в делюксовом варианте) песен альбома. Помогал в записи её муж Blake Shelton на песне «Better in the Long Run», и на кавере «Look At Miss Ohio», который в оригинале записал её автор, певица Гиллиан Уэлч (на её альбоме 2003 года Soul Journey).
В ноябре 2011 года диск Four the Record дебютировал на № 3 в общенациональном хит-параде США Billboard 200 и на первом месте американского кантри-чарта Top Country Albums с тиражом в 133000 копий. Альбом стал 4-и подряд в карьере певицы, возглавившим этот жанровый хит-парад США.
Альбом Four the Record получил почти единодушное одобрение и положительные отзывы от большинства музыкальных критиков и интернет-изданий, например, таких как About.com, AllMusic, American Songwriter, The A.V. Club, The Boston Globe, Robert Christgau, Country Weekly, Entertainment Weekly, Los Angeles Times, Roughstock, Slant Magazine, Spin, Taste of Country и USA Today. Журнал Rolling Stone поставил альбом на 31-е место в списке 50 лучших альбомов всего 2011 года.
10 января 2014 года альбом Four the Record был сертифицирован RIAA в платиновом статусе. На 28 мая 2014 года суммартный тираж в США составил 992 000 копий.

## Список композиций
| №   | Название                                             | Автор(ы)                                      | Длительность |
| --- | ---------------------------------------------------- | --------------------------------------------- | ------------ |
| 1.  | «All Kinds of Kinds»                                 | Phillip Coleman, Don Henry                    | 4:26         |
| 2.  | «Fine Tune»                                          | Natalie Hemby, Luke Laird                     | 4:39         |
| 3.  | «Fastest Girl in Town»                               | Миранда Ламберт, Angaleena Presley            | 3:20         |
| 4.  | «Safe»                                               | Ламберт                                       | 4:46         |
| 5.  | «Mama's Broken Heart»                                | Brandy Clark, Shane McAnally, Кейси Масгрейвс | 2:59         |
| 6.  | «Dear Diamond»                                       | Ламберт                                       | 3:49         |
| 7.  | «Same Old You»                                       | Брэнди Карлайл                                | 3:05         |
| 8.  | «Baggage Claim»                                      | Ламберт, Hemby, Laird                         | 3:18         |
| 9.  | «Easy Living»                                        | Ламберт, Scotty Wray                          | 2:45         |
| 10. | «Over You»                                           | Ламберт, Блейк Шелтон                         | 4:15         |
| 11. | «Look at Miss Ohio»                                  | David Rawlings, Гиллиан Уэлч                  | 4:18         |
| 12. | «Better in the Long Run» (вместе с Блейком Шелтоном) | Чарльз Келли, Ashley Monroe, Gordie Sampson   | 3:34         |
| 13. | «Nobody's Fool»                                      | Chris Stapleton                               | 3:43         |
| 14. | «Oklahoma Sky»                                       | Allison Moorer                                | 4:46         |

| №   | Название                       | Автор(ы)                          | Длительность |
| --- | ------------------------------ | --------------------------------- | ------------ |
| 15. | «Hurts to Think» (Bonus Track) | Ламберт, Hemby, Jessica Bendinger | 2:55         |

## Чарты
| Чарт (2011)                     | Высшая позиция |
| ------------------------------- | -------------- |
| Australian Country Albums Chart | 11             |
| Canadian Albums Chart           | 12             |
| UK Country Albums Chart         | 5              |
| US Billboard 200                | 3              |
| US Billboard Top Country Albums | 1              |

| Регион     | Сертификаты |
| ---------- | ----------- |
| США (RIAA) | Платиновый  |

### Синглы
| Год                   | Сингл                  | Высшая позиция | Высшая позиция     | Высшая позиция | Высшая позиция | Высшая позиция |
| Год                   | Сингл                  | US Country     | US Country Airplay | US             | CAN Country    | CAN            |
| --------------------- | ---------------------- | -------------- | ------------------ | -------------- | -------------- | -------------- |
| 2011                  | «Baggage Claim»        | 3              | —                  | 44             | —              | 74             |
| 2012                  | «Over You»             | 1              | —                  | 35             | —              | 52             |
| 2012                  | «Fastest Girl in Town» | 7              | 3                  | 47             | —              | 72             |
| 2013                  | «Mama's Broken Heart»  | 2              | 2                  | 20             | 1              | 30             |
| 2013                  | «All Kinds of Kinds»   | 24             | 15                 | 89             | 12             | 94             |
| «—» неучастие в чарте |                        |                |                    |                |                |                |